# (500486) 2012 TZ255
(500486) 2012 TZ255 es un asteroide perteneciente al cinturón de asteroides, descubierto el 10 de octubre de 2007 por el equipo del Catalina Sky Survey desde el Catalina Sky Survey, Arizona, Estados Unidos.

## Designación y nombre
Designado provisionalmente como 2012 TZ255.

## Características orbitales
2012 TZ255 está situado a una distancia media del Sol de 2,973 ua, pudiendo alejarse hasta 3,701 ua y acercarse hasta 2,246 ua. Su excentricidad es 0,244 y la inclinación orbital 5,215 grados. Emplea 1873,03 días en completar una órbita alrededor del Sol.

## Características físicas
La magnitud absoluta de 2012 TZ255 es 17,2. 